# Jürgen Colin
Pour les articles homonymes, voir Colin.
Jürgen Romano Colin est un footballeur néerlandais né le 20 janvier 1981 à Utrecht et évoluant au RKC Waalwijk, au poste de défenseur latéral. Il a auparavant évolué au PSV Eindhoven, à Norwich City et à l'Ajax Amsterdam.

## Biographie
Son premier match en championnat des Pays-Bas remonte au 22 août 2001 et le remplacement de Theo Lucius lors du match PSV - FC Den Bosch.
Le transfert de Colin pour Norwich, après une bonne saison à NAC Breda, s'éleve à 400 000 €. Pourtant, le joueur n'est pas au meilleur de sa forme, perdant fréquemment sa place de latéral droit au profit de Craig Fleming. Après l'avoir reconquise au début de la saison 2006-2007, il dut la céder de nouveau au polyvalent Andy Hughes.
Début juillet 2007, Colin réalise un essai de trois semaines à l'Ajax Amsterdam, où il retrouve son entraîneur de NAC Breda, Henk ten Cate. Le 30 juillet, il signe un contrat d'un an, pour un transfert estimé à 100 000 €.
En avril 2008, il prolonge son contrat avec l'Ajax jusqu'en juin 2010, mais signe en août 2008 un contrat d'un an avec le Sporting Gijón.